# Royal Greys
Royal Greys is een Belgische honkbal- en softbalvereniging uit Merksem in de provincie Antwerpen.
De vereniging speelt in het eigen sportpark aan de Alkstraat te Merksem, waar men een honkbal- en softbalveld tot zijn beschikking heeft. De vereniging telt in seizoen 2021 een 1ste ploeg heren softbal-ploeg, reserven heren softbal-ploeg, 2 recreanten-ploegen, een miniemenploeg en 2 bee-ball ploegen. In 2022 komt er een kadetten en damesploeg bij.
De club werd opgericht in 1947 in de wijk Luchtbal te Antwerpen. Na enige dagen trainen onder leiding van Louis Daggelinckx werd op 8 juli 1947 de Luchtbal Baseball Club opgericht. Na enkele jaren werd de naam gewijzigd in Luchtbal Greys Baseball Club om verwarring te voorkomen met de General Motors Giants, die toen eveneens in Luchtbal speelden, zij het op andere velden. In 1997 bestond de club 50 jaar en mocht deze de benaming Koninklijke (Royal) toevoegen, tevens verhuisde de club naar de terreinen aan de Alkstraat te Merksem en veranderde de naam in Royal Greys.
In Europees verband werd in 1976 de finale bereikt van de  Europa Cup I (voor landskampioenen) waarin van het Italiaanse Derbigum Rimini werd verloren.

## Belgisch kampioen
| - 1950: Luchtbal - 1956: Luchtbal Greys - 1961: Luchtbal Greys - 1963: Luchtbal Greys - 1964: Luchtbal Greys - 1965: Luchtbal Greys - 1966: Luchtbal Greys - 1967: Luchtbal Greys - 1968: Luchtbal Greys |  | - 1971: Luchtbal Greys - 1972: Luchtbal Greys - 1973: Luchtbal Greys - 1974: Luchtbal Greys - 1975: Luchtbal Greys - 1976: Luchtbal Greys - 1977: Luchtbal Greys - 1978: Luchtbal Greys - 1979: Luchtbal Greys |  | - 1989: Luchtbal Greys - 1990: Luchtbal Greys - 2005: Royal Greys - 2006: Royal Greys - 2007: Royal Greys - 2008: Royal Greys |

De volledige lijst met alle teams Belgisch Kampioenschap Baseball.